# Marked space – unmarked space

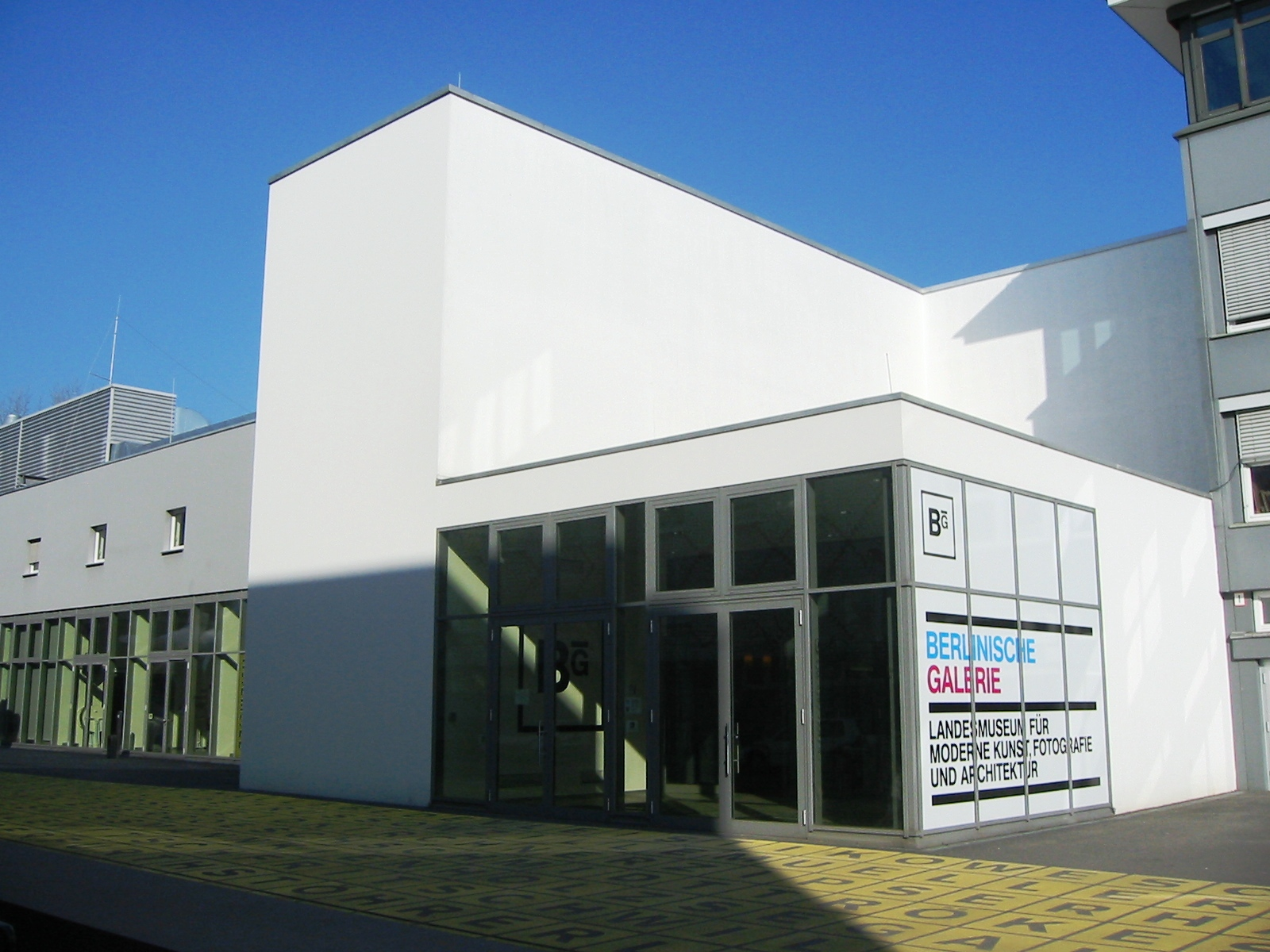
Gestaltung marked space – unmarked space von Fritz Balthaus in Berlin-Kreuzberg

Die Fassade der Berlinischen Galerie ist ein Kunstwerk mit dem Namen marked space – unmarked space des deutschen Künstlers Fritz Balthaus.
Sie ist ein Teil einer elfteiligen Ausstellung mit dem Titel Kunst – Stadt – Raum der Galerie, die im öffentlichen Raum zu sehen ist.

## Aufbau
Der Künstler hatte die Aufgabe, die Fassade, den Eingang sowie die Wandscheibe der Galerie zu gestalten. Dies geschah u. a. durch eine frei stehende Wand mit den Abmessungen 11 × 5 m, einen offenen Museumsraum sowie einer Außenfassade, die auf der Rückseite des Gebäudes aus einem streifenförmigen, weißen und grauen Muster besteht. Durch diese auffällige Schattierung sollen Besucher den Weg zum Museum leichter finden.

## Symbolik
Für Balthaus ist die Galerie ein Raum, in dem Kunst präsentiert wird, also ein „marked space“. Im Kontrast hierzu ist die Umgebung, die als Berliner Blockrandbebauung im Wesentlichen im Zuge der Internationalen Bauausstellung 1984 entstand, als reiner Wohnraum ein „unmarked space“.
Analog zu dieser Unterscheidung zwischen „drinnen“ und „draußen“ hat der Künstler im vorderen Eingangsbereich der ehemaligen Glaslagerhalle im Eingangsbereich eine Mauer mit den Abmessungen 11 × 5 m errichten lassen. Diese weiße angestrichene Fläche zeigt dem Besucher bereits am Eingang zum Gebäude die Dimension der hinteren Ausstellungshalle.
Hinzu kommen weitere architektonische Elemente, mit denen ein Spannungsbogen zwischen Architektur und Skulptur bzw. der Malerei erzeugt wird: Die bereits erwähnten weiß-grauen Streifen an der Außenseite des Gebäudes sind beispielsweise so breit, dass das Ständerwerk der Halle sichtbar wird. Die Architektur der Halle scheint somit bereits von außen für einen Besucher auf.

## Umfeld der Ausstellung
Da die Berlinische Galerie aus Platzmangel keinen eigenen Skulpturengarten unterhalten kann, kam die Idee auf, das Umfeld der Galerie zum öffentlichen Kunstraum umzugestalten. Damit sollen Spaziergänger, die hier in der Südlichen Friedrichstadt auf der Suche nach Museen wie dem Jüdischen Museum sind, signalisiert werden: „Hier bin ich bestimmt richtig.“